# مضمار اللياقة

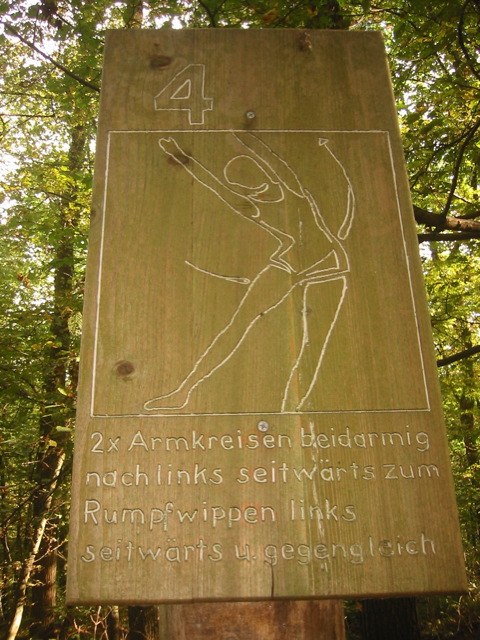
لائحة تاريخية تحوي ارشادات لتحسين اللياقة البدنية للعامة في احدى الغابات في ألمانيا.

يتكون مضمار اللياقة أو الباركورس من مسار أو مضمار مزود بـ عوائق أو محطات استراحة فصيرة موزعة على طول المسار لتدريب أجسام الناس بغرض تعزيز الصحة الجيدة. وقد صمم المضمار من أجل تعزيز تدريبات اللياقة البدنية من خلال الأسلوب المنسوب إلى جورج هيبرت (Georges Hébert). وبصورة عامة، فمضامير اللياقة قد تكون طبيعية أو من صنع الإنسان ويمكن أن تقع في مناطق مثل الغابات أو الطرق الجانبية المخصصة للمنافع العامة والمتنزهات أو المناطق الحضرية. وقد تم تصميم هذا الجهاز ليوفر أشكالاً محددة من التدريب الفسيولوجي ويمكن أن يتألف من مظاهر طبيعية تتضمن الصخور القابلة للتسلق أو الأشجار أو جسور الأنهار أو المنتجات المصنّعة (أعمدة سير وقضبان تعلق وتسلق) المصممة خصيصًا لتوفير تحديات بدنية مماثلة. وتتحدد درجة صعوبة أي مضمار من خلال انحدار الأرض أو سطح المضمار (تراب، عشب، حصى وما إلى ذلك) أو ارتفاع الحاجز (حوائط)، أو الطول (أدوات الزحف) وغير ذلك من المظاهر. وتميل أنواع مضمار الباركورس الحضرية إلى أن تكون مستوية لتسمح بمشاركة كبار السن ولتناسب قائدي الدراجات والعدائين والمتزلجين والمشي كذلك. إن المفهوم الجديد لـ قاعة الرياضة الخارجية يتضمن معدات رياضية تقليدية مصممة خصيصًا للاستخدام الخارجي، وتعتبر أيضًا تطورًا لمضمار الباركورس. وتحتوي قاعات الرياضة الخارجية هذه على أجزاء متحركة وغالبًا تكون مصنوعة من المعدن المطلي بالزنك.

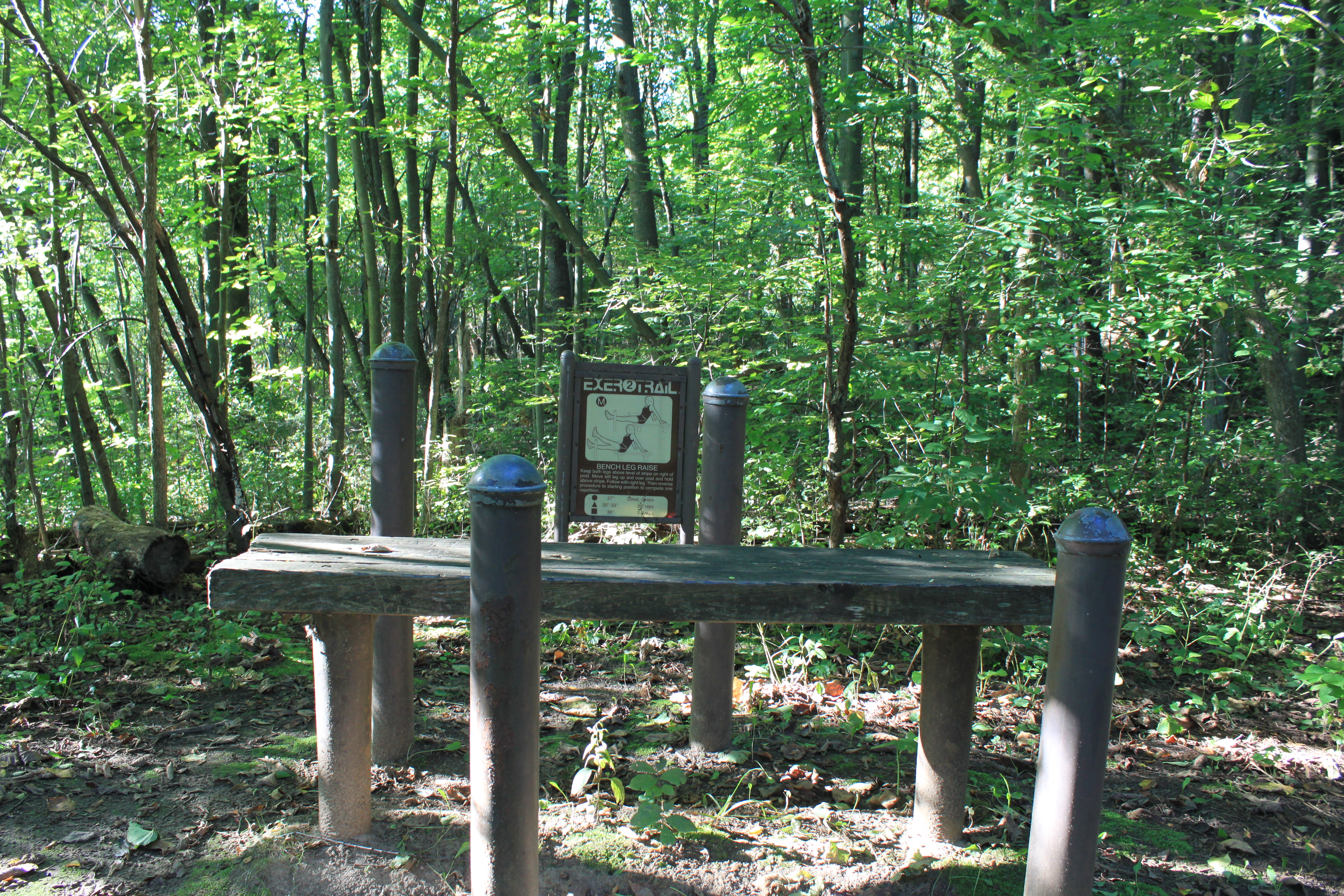
محطة مضمار اللياقة بمنطقة نورث باي بارك، مدينة يبسلانتي،ميتشيغان ، بـ الولايات المتحدة الأمريكية.

## معلومات تاريخية
اخترع إروين ويكمان (Erwin Weckemann) المهندس المعماري السويسري الباركورس الأصلي عام 1968 بدعم من شركة التأمين على الحياة السويسرية «فيتا» (Vita). وبُني أول مضمار بمدينة «زيورخ» بسويسرا. وبحلول عام 1972 تم بناء المئات من المضمارات في أورربا.

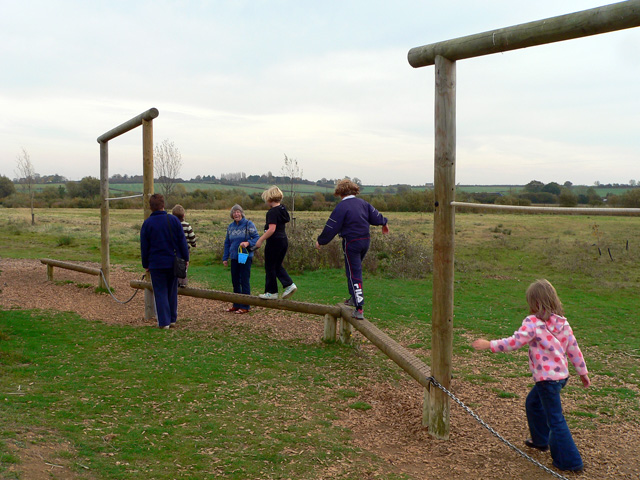
أحد محطات التمرين للكبير والصغير في المملكة المتحدة.

المضامير التي بنيت في الأعوام التالية كانت تتضمن:
- [الولايات المتحدة] 1976 مضمار تمرينات «باركور» في مقاطعة «فارم بارك» في آن أربور، ميتشيجن
- [الولايات المتحدة] 1977 مضمار «بروس جينر» في مقاطعة ليك، بولاية إلينوي منطقة حماية الغابات.
- [الولايات المتحدة] مضمار تدريبات «إل إيسترو» في بحيرة إل إيسترو، مونتيري، كاليفورنيا
- [هونغ كونغ] 1977 متنزه مقاطعة "ليون روك"، الأقاليم الجديدة، هونغ كونغ، يتميز بوجود 15 محطة للتدريبات.

## أمثلة

### المملكة المتحدة
قد تتضمن مضامير اللياقة محطات تدريب من أجل الجزء العلوي من الجسد و الجزء السفلي من الجسد و التوازن والتناسق و أجهزة التسلق/القفز المصممة لاختبار جميع أجزاء الجسم.
يوجد أكثر من 300 مساحة مجهزة حول المملكة المتحدة، قامت بتجهيزها شركة «فريش إير فيتنس» (Fresh-Air Fitness). توجد خريطة Google تظهر مواقعها انقر هنا. يمكن العثور على نماذج لبعض أجهزة مضامير اللياقة هنا

### أستراليا
توجد التركيبات في جميع أنحاء أستراليا، وتوجد خريطة Google تظهر مواقعها انقر هنا.

### كندا
- متنزه صني بروك في تورنتو، مقاطعة أونتاريو به مضمار تمرينات باركورس Vita إلى جانب المرافق الرياضية.

### لوكسمبورغ
- بين مضامير المشاة، يوجد مضمار لياقة (خريطة بتنسيق PDF) في قرية ستينفورت.

### نيوزيلاندا
- منتجع خليج بلوكهاوس الترفيهي, مدينة أوكلاند نيوزيلاندا.

### الولايات المتحدة الأمريكية

#### كاليفورنيا

##### منطقة خليج سان فرانسيسكو
الخليج الشرقي
- يوجد مضمار باركورس من الأسفلت (أعيد بناؤه عام 2012), ويمتد داخل الخليج في متنزه مارينا في سان ليندرو.
- القسم الثاني من مضمار لافاييت - موراجا الإقليمي هو مضمار باركورس ممهد بالأسلفت يوجد في موراجا.
- ويحيط مضمار ترابي بمجمع مكاتب بيشوب رانش 7 في سان رومان. وبالرغم من أن الباركورس موجود بملكية خاصة إلا أنه مفتوح لاستخدام العامة.
- أسفل طريق «بارت» المخصص للمنافع العامة والواقع على طول جادة «ماسونيك» في ألباني.

الخليج الشمالي

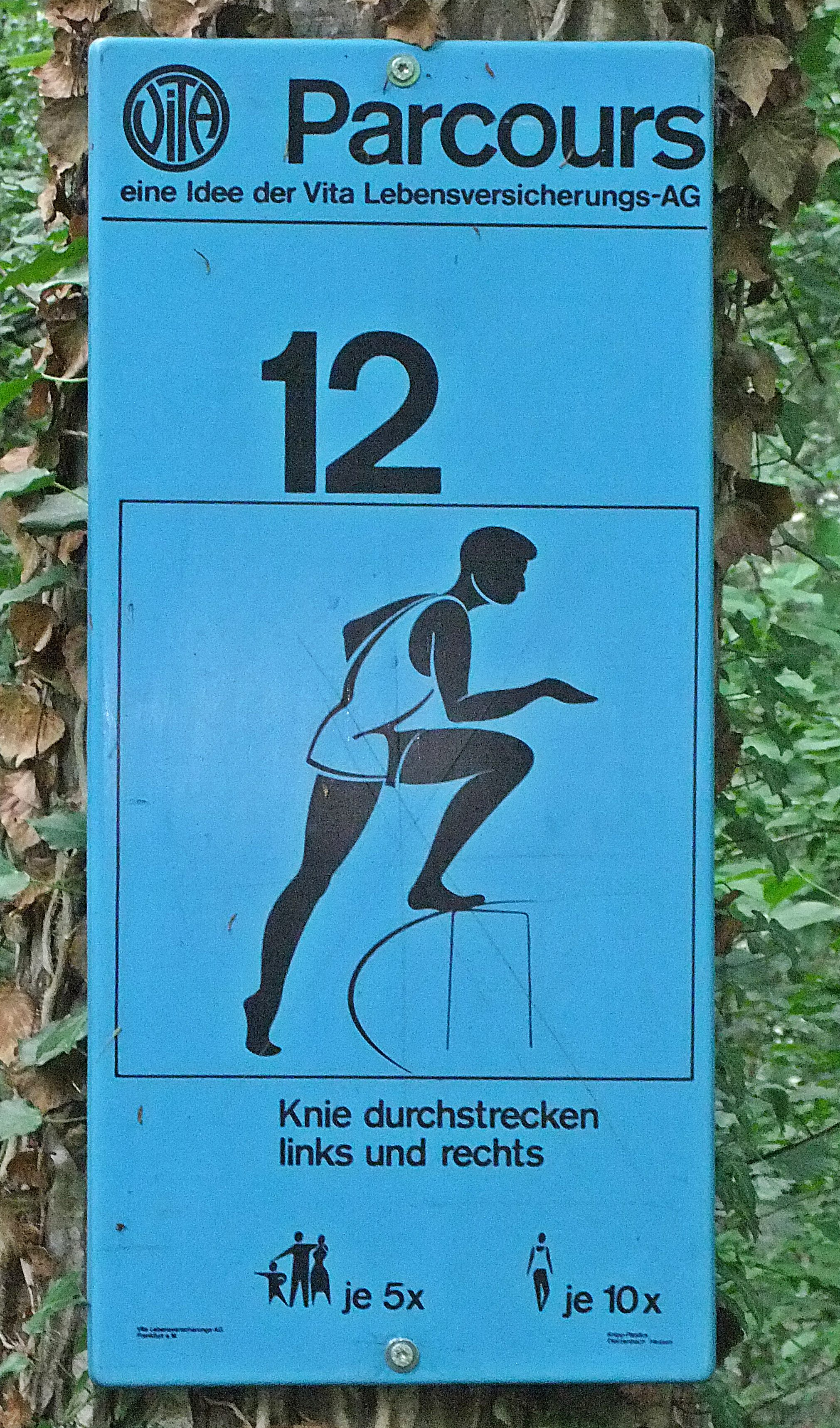
لائحة التدريب الزرقاء بأحد غابات أوستريغين ، ألمانيا.

- يوجد مضمار باركورس حول بحيرة سبرينج في سانتا روزا، مقاطعة سونوما، مجاورة لمتنزه «هوارث».

شبه جزيرة
- أول مضمار باركورس تم بناؤه بالولايات المتحدة لا يزال موجودًا في متنزه ماونتين ليك بمنطقة «بريسيديو» الواقعة في سان فرانسيسكو. ويبدأ مضمار الباركورس عند بداية الجادة التاسعة شمال تقاطع الجادة التاسعة وشارع «ليك».
- ويوجد مضمار باركورس «بيير» بموقع حقول البولو السابقة في متنزه «جولدن جيت» في سان فرانسيسكو. ومضمار الباركورس هذا مفتوح للاستخدام العام.
- يوجد مضمار باركورس على حدود «مارينا جرين» في سان فرانسيسكو.
- ويوجد العديد من محطات التدريب (بعضها جديد وبعضها من مضمار الباركورس الأصلي), بالناحية الجنوبية من جادة «ميلبراي» بين جادة «سانت ماجنوليا» وجادة «بالم» على طول مضمار "سبار" في "ميلبراي".
- بدأ مضمار باركورس ممهدًا بالأسفلت عند علامة 5.9 أميال في مضمار «باي»، حول محيط مجمع مكاتب شركة أوراكل في شواطئ ريدوود. وبالرغم من أن مضمار الباركورس موجود على ممتلكات «أوراكل»، إلا أنه مفتوح للاستخدام العام. ويوجد مضمار باركورس آخر على الجانب المعاكس (الجنوبي) من «مارينا باركواي» إلا أنه بحاجة للإصلاح.
- يوجد مضمار باركورس على طول «مارينا باركواي» يبدأ بالقرب من تقاطع «بريدج باركواي» و«كورك هاربر سيركل» وينتهي بالقرب من تقاطع «بريدج باركواي» و«بورتواك بليس» في شواطئ ريدوود.
- يوجد مضمار باركورس داخل وكالة «ناسا» مركز أبحاث آميز. ولكن الدخول إليه يتطلب بطاقة هوية رسمية تابعة لوكالة «ناسا».

##### منطقة لوس أنجلوس
- يتوفر مضمار باركورس ممهد بمتنزه «رينيرسون» في «ليكوود» على طريق «ستوداباكر» موازيًا لمضمار الدراجات في سان جابرييل. ويتضمن مضمار الباركورس هذا 6 محطات على طول حلقة قطرها ميل واحد.
- ويحتوي متنزه «جوني كارسون بارك» الواقع في «بوربانك» على دائرة باركورس مزودة بدستة من المحطات على طول طريق ترابي دائري. كما يتضمن منطقة إحماء مزودة بأجهزة مصممة لتسهيل عملية فرد الجسم.
- يوفر مركز «ويتوود تاون» مضمار «فيتا» قصيرًا صغيرًا موضوعًا بجوار صالة اللياقة البدنية.
- توجد عدة محطات في الجزء غير المضمن من «مجتمع جنوب مدينة ويتير» عند متنزه «أدفنشر» حول ملاعب كرة القاعدة.

##### منطقة بحيرة «تاهو»
- يوجد مضمار باركورس به 18 محطة بمتنزه «نورث تاهو» الإقليمي والذي يقع في 6600 طريق «دونر» على بُعد ميل واحد غرب الطريق السريع 267 وميل واحد شمال الطريق السريع 28 في «تاهو فيستا».

#### جورجيا

##### وايكروس
- يوجد مضمار باركورس في الغابات التي تحيط بـ كلية وايكروس.

#### أوهايو
- في مقاطعة "هاميلتون"، أوهايو، غابات «إيمبشوف» وغابة «ميامي وايت ووتر» وغابات «شارون» و«تريبل كريك» وغابات «وينتون» ومتنزهات مقاطعة «وودلاند ماوند»، توجد مضامير باركورس.

#### بنسلفانيا
- في متنزه فريك، «بيتسبيرج»، يوجد مضمار باركورس ممهدًا يبدأ من تقاطع شارع «بيشوود بوليفارد» وشارع «نيكلسون» وبه 18 محطة. ويرجع تاريخ العلامات الموجودة على طول المضمار إلى عام 1975.

#### ماريلاند
- مقاطعة برينس جورج المتنزهات وأماكن الاستجمام مضمار لياقة تشيرنيكوف، ماريلاند، الولايات المتحدة.
- متنزه داونز  في باسادينا، مقاطعة آني أرونديل

#### ميتشجين
- مقاطعة «واشتيناو»، يبسلانتي، ميتشجين متنزه نورث باي
- مقاطعة «دلتا»، جلادستون، ميتشجين متنزه مدينة «فان كليف»

#### تكساس
- في أوستن، يتميز مضمار«شول كريك» بوجود باركورس ثلاثي المحطات بالقرب من تقاطعه مع الشارع الثلاثين، تكساس، الولايات المتحدة.
- في شوجر لاند، يوجد مضمار باركورس مجاورًا لمدرسة هايلانذز الابتدائية عند تقاطع «وليامز تراس بوليفارد» و«إيدجووتر درايف»، تكساس، الولايات المتحدة الأمريكية.
- في مدينة ميسوري، يوجد مضمار باركورس أصغر حجمًا خلف صالة LA Fitness للياقة في 5402 تكساس 6، عند «كروس ليكس بوليفارد».

#### فيرجينيا
- في ريتشموند، متنزه بيرد به مضمار لياقة يبلغ ميلًا واحدًا.

#### واشنطن
- قائمة محفوظة تضم مضامير الباركورس للياقة في منطقة بوجيت ساوند ولاية واشنطن، الولايات المتحدة.